# Щейковиці
Щейковиці (пол. Szczejkowice, нім. Scheikowitz) — село в Польщі, у гміні Червьонка-Лещини Рибницького повіту Сілезького воєводства.
Населення — 1683 особи (2011).
У 1975-1998 роках село належало до Катовицького воєводства.

## Демографія
Демографічна структура станом на 31 березня 2011 року:
|          | Загалом | Допрацездатний вік | Працездатний вік | Постпрацездатний вік |
| -------- | ------- | ------------------ | ---------------- | -------------------- |
| Чоловіки | 808     | 170                | 548              | 90                   |
| Жінки    | 875     | 181                | 529              | 165                  |
| Разом    | 1683    | 351                | 1077             | 255                  |